# Choi Da-bin
Choi Da-bin (en hangul, 최다빈; en hanja, 崔 多彬; romanización revisada, Choe Dabin; Seúl, 19 de enero de 2000) es una patinadora artística sobre hielo surcoreana. Medallista de plata del Campeonato nacional de patinaje de Corea del Sur de 2018, medallista de bronce en el Grand Prix Júnior de 2015-2016 en las pruebas de Austria y Letonia. Representó a su país en los Juegos Olímpicos de invierno de 2018.

## Carrera
Nació en enero de 2000, en Seúl. Desde febrero de 2017 es estudiante en el Colegio Suri.
Ganó la medalla de bronce en su primer Campeonato Nacional en 2012, el siguiente año también ganó el tercer lugar. En la temporada 2013-2014 debutó en la Serie del Grand Prix, donde finalizó en cuarto y quinto lugar en sus eventos asignados. En el Campeonato Mundial Júnior de 2014, quedó en noveno lugar en el programa corto y sexto en el libre, con un resultado final del 162.35 puntos y el sexto lugar. En la temporada 2014-2015 finalizó cuarta en el Grand Prix Júnior de Francia y quinta en el evento de Japón. En el Campeonato Nacional de 2015 ganó la medalla de plata y en su segundo Campeonato Mundial Júnior en 2015, terminó en el noveno lugar.

Choi en los Juegos Olímpicos de Pieonchang 2018.

Debutó en nivel sénior en el evento de la Challenger Series de la ISU, el Trofeo de Talin. Participó en el Campeonato de los Cuatro Continentes de 2016, donde finalizó en el octavo lugar. Su debut en la serie del Grand Prix fue en el Skate Canada de 2016, donde obtuvo el séptimo lugar, su siguiente evento fue el Trofeo NHK 2016, donde logró el octavo puesto. Su segunda participación en el Cuatro Continentes la ubicó en quinto lugar.
En el Campeonato Mundial de 2017 sustituyó a Kim Na-hyun y terminó en décimo lugar, además su participación le dio la oportunidad a su país de enviar a dos competidoras a los Juegos Olímpicos de Pyeongchang y al Campeonato Mundial de 2018. En su participación en el Trofeo Ondrej Nepela de 2017 se ubicó en el cuarto lugar, en la serie del Grand Prix logró en noveno lugar en la Copa de China. Se retiró de su segundo evento debido a una lesión. Choi fue seleccionada junto a Kim Ha-nul para competir en los Juegos Olímpicos de invierno de 2018, celebrados en Pieonchang, Corea del Sur. Se ubicó en el octavo lugar en la prueba individual.

### Programas
|           | Programa corto                                                                    | Programa libre | Exhibición                                         |
| --------- | --------------------------------------------------------------------------------- | --- | -------------------------------------------------- |
| 2018-2019 | Don't Cry for Me Argentina de Andrew Lloyd Webber (Coreografía de Kenji Miyamoto) | Carmen (opera) de Georges Bizet (Coreografía de Kenji Miyamoto)                                                                      |                                                    |
| 2017-2018 | Papa, Can You Hear Me? de Michel Legrand (Coreografía de Kenji Miyamoto)          | Doctor Zhivago de Maurice Jarre Gypsy Songs de Antonín Dvořák (Coreografía de David Wilson) I Feel Pretty Maria de Leonard Bernstein | El Padrino (banda sonora) de Nino Rota             |
| 2016–2017 | It's Over, Isn't It? de Deedee Magno Hall Someone in the Crowd de Justin Hurwitz  | Doctor Zhivago de Maurice Jarre | Candyman de Christina Aguilera                     |
| 2015–2016 | Mama, I'm a Big Girl Now de Marc Shaiman                                          | Les Misérables (musical) de Claude-Michel Schönberg                                                                                  |                                                    |
| 2014–2015 | Invierno Porteno de Astor Piazzolla                                               | Andante spianato et grande polonaise brillante op. 22 de Frederic Chopin                                                             |                                                    |
| 2013–2014 | Kalinka de Ivan Larionov                                                          | Coppélia de Léo Delibes | Diamonds Are a Girl's Best Friend de Moulin Rouge! |

### Resultados detallados
- Las mejores marcas personales aparecen en negrita
- WD: Competición abandonada

#### Nivel sénior
| Temporada 2018-2019                     |                                                       |                |                |           |
| Fecha                                   | Evento                                                | Programa corto | Programa libre | Total     |
| 9–11 de noviembre de 2018               | Trofeo NHK 2018                                       | WD             |                |           |
| 26–28 de octubre de 2018                | Skate Canada International 2018                       | WD             |                |           |
| Temporada 2017-2018                     |                                                       |                |                |           |
| Fecha                                   | Evento                                                | Programa corto | Programa libre | Total     |
| 19–25 de marzo de 2018                  | Campeonato Mundial de Patinaje 2018                   | 21 55.30       | WD             | WD        |
| 14–23 de febrero de 2018                | Juegos Olímpicos de invierno de 2018 (individual)     | 8 67.77        | 8 131.49       | 7 199.26  |
| 9–12 de febrero de 2018                 | Juegos Olímpicos de invierno de 2018 (equipos)        | 6 65.73        | –              | 9         |
| 22–28 de enero de 2018                  | Campeonato de los Cuatro Continentes 2018             | 5 62.30        | 4 127.93       | 4 190.23  |
| 5–7 de enero de 2018                    | Campeonato nacional de patinaje de Corea del Sur 2018 | 4 64.11        | 2 126.01       | 2 190.12  |
| 3–5 de noviembre de 2017                | Copa de China 2017                                    | 9 53.90        | 9 112.09       | 9 165.99  |
| 6–8 de octubre de 2017                  | CS Trofeo de Finlandia 2017                           | 10 52.06       | 9 106.47       | 9 158.53  |
| 21–23 de septiembre de 2017             | CS Trofeo Ondrej Nepela de 2017                       | 4 56.62        | 3 122.31       | 4 178.93  |
| Temporada 2016-2017                     |                                                       |                |                |           |
| Fecha                                   | Evento                                                | Programa corto | Programa libre | Total     |
| 27 de marzo – 2 de abril de 2017        | Campeonato Mundial de Patinaje 2017                   | 11 62.66       | 7 128.45       | 10 191.11 |
| 23–26 de febrero de 2017                | Juegos Asiáticos de inivierno 2017                    | 1 61.30        | 1 126.24       | 1 187.54  |
| 15–19 de febrero de 2017                | Campeonato de los Cuatro Continentes 2017             | 6 61.62        | 4 120.79       | 5 182.41  |
| 6–8 de enero de 2017                    | Campeonato nacional de patinaje de Corea del Sur 2017 | 4 60.19        | 3 121.29       | 4 181.48  |
| 25–27 de noviembre de 2016              | Trofeo NHK 2016                                       | 11 51.06       | 9 114.57       | 9 165.63  |
| 28–30 de octubre de 2016                | Skate Canada International 2016                       | 8 53.29        | 6 112.49       | 7 165.78  |
| 28 de septiembre – 2 de octubre de 2016 | CS Trofeo Ondrej Nepela de 2016                       | 10 48.01       | 2 112.61       | 4 160.62  |
| 14–18 de septiembre de 2016             | CS U.S. Classic de 2016                               | 3 58.70        | 5 94.29        | 4 152.99  |
| 4–7 de agosto de 2016                   | Trofeo del Abierto de Asia 2016                       | 2 51.71        | 1 108.56       | 2 160.27  |
| Temporada 2015-2016                     |                                                       |                |                |           |
| Fecha                                   | Evento                                                | Programa corto | Programa libre | Total     |
| 28 de marzo – 3 de abril de 2016        | Campeonato Mundial de Patinaje 2016                   | 16 56.02       | 15 103.90      | 14 159.92 |
| 16–21 de febrero de 2016                | Campeonato de los Cuatro Continentes 2016             | 10 56.79       | 6 116.92       | 8 173.71  |
| 8–10 de enero de 2016                   | Campeonato nacional de patinaje de Corea del Sur 2016 | 2 60.32        | 2 116.97       | 2 177.29  |
| 17–22 de noviembre de 2015              | CS Trofeo de Talin 2015                               | 13 43.74       | 7 102.18       | 8 145.92  |

#### Nivel júnior
| Temporada 2015-2016         |                                                       |         |                |                |          |
| Fecha                       | Evento                                                | Nivel   | Programa corto | Programa libre | Total    |
| 9–13 de septiembre de 2015  | Grand Prix Júnior de Austria 2015                     | Júnior  | 4 57.27        | 3 115.11       | 3 172.38 |
| 26–30 de agosto de 2015     | Grand Prix Júnior de Letonia 2015                     | Júnior  | 4 57.21        | 3 111.08       | 3 168.29 |
| Temporada 2014-2015         |                                                       |         |                |                |          |
| Fecha                       | Evento                                                | Nivel   | Programa corto | Programa libre | Total    |
| 15–19 de abril de 2015      | Trofeo Triglav de 2015                                | Júnior  | 1 56.61        | 1 109.39       | 1 166.00 |
| 2–8 de marzo de 2015        | Campeonato Mundial Júnior de 2015                     | Júnior  | 9 54.32        | 9 102.06       | 9 156.38 |
| 5–9 de enero de 2015        | Campeonato nacional de patinaje de Corea del Sur 2015 | Sénior  | 2 54.04        | 2 106.76       | 2 160.80 |
| 17–21 de septiembre de 2014 | Grand Prix Júnior de Japón 2014                       | Júnior  | 7 52.66        | 3 105.94       | 4 158.60 |
| 20–24 de agosto de 2014     | Grand Prix Júnior de Francia 2014                     | Júnior  | 7 46.04        | 5 91.47        | 5 137.51 |
| 6–10 de agosto de 2014      | Trofeo del Abierto de Asia 2014                       | Júnior  | 3 55.55        | 2 101.40       | 2 156.95 |
| Temporada 2013-2014         |                                                       |         |                |                |          |
| Fecha                       | Evento                                                | Nivel   | Programa corto | Programa libre | Total    |
| 10–16 de marzo de 2014      | Campeonato Mundial Júnior de 2014                     | Júnior  | 9 53.69        | 6 108.66       | 6 162.35 |
| 1–5 de enero de 2014        | Campeonato nacional de patinaje de Corea del Sur 2014 | Sénior  | 10 50.38       | 3 108.26       | 4 158.64 |
| 25–29 de septiembre de 2013 | Grand Prix Júnior de Bielorrusia 2013                 | Júnior  | 11 45.18       | 2 98.51        | 4 143.69 |
| 4–8 de septiembre de 2013   | Grand Prix Júnior de México 2013                      | Júnior  | 7 47.48        | 5 94.75        | 5 142.23 |
| 8–11 de agosto de 2013      | Trofeo del Abierto de Asia 2013                       | Júnior  | 3 48.68        | 3 92.40        | 3 141.08 |
| Temporada 2012-2013         |                                                       |         |                |                |          |
| Fecha                       | Evento                                                | Nivel   | Programa corto | Programa libre | Total    |
| 2–6 de enero de 2013        | Campeonato nacional de patinaje de Corea del Sur 2013 | Sénior  | 2 53.21        | 3 99.88        | 3 153.09 |
| 7–12 de agosto de 2012      | Trofeo del Abierto de Asia 2012                       | Amateur | 2 42.52        | 1 70.29        | 1 112.81 |
| Temporada 2011-2012         |                                                       |         |                |                |          |
| Fecha                       | Evento                                                | Nivel   | Programa corto | Programa libre | Total    |
| 12–16 de enero de 2012      | Campeonato nacional de patinaje de Corea del Sur 2012 | Sénior  | 4 44.20        | 2 97.26        | 3 141.46 |
| 22–26 de agosto de 2011     | Trofeo del Abierto de Asia 2011                       | Amateur | 1 39.50        | 3 48.70        | 1 88.20  |